# Im Körper des Feindes
Im Körper des Feindes (Originaltitel: Face/Off) ist ein US-amerikanischer Actionfilm des Regisseurs John Woo aus dem Jahr 1997. Die Besonderheit des Filmes ist der Identitätstausch des „Guten“ und des „Bösen“ sowie deren im Stil des Hongkong-Kinos inszeniertes Aufeinandertreffen, entsprechend dem sehr auf Action bedachten Genre. Der Film startete am 25. September 1997 in den deutschen Kinos.

## Handlung
Seit einem Mordversuch an dem FBI-Agenten Sean Archer – bei dem sein Sohn Michael ums Leben kam – jagt Archer den Terroristen Castor Troy. Nachdem ihm schließlich die Festnahme von Castor und seinem Bruder Pollux gelungen ist, liegt der ältere Castor im Koma und muss künstlich am Leben erhalten werden, während Pollux ins Hochsicherheitsgefängnis Erehwon eingewiesen wird. Bei der Untersuchung von Pollux Troys Unterlagen stellt sich jedoch heraus, dass die Brüder an einem unbekannten öffentlichen Platz in Los Angeles eine Bombe scharf gemacht haben, die in wenigen Tagen detonieren wird. Nachdem sich alle anderen Wege, diesen Ort zu finden, als wirkungslos erwiesen haben, lässt sich Archer schließlich in einer hochgeheimen Gesichtstransplantation von Dr. Malcom Walsh in dessen Walsh Institute sein Gesicht entfernen und durch das Castor Troys ersetzen, und auch sein gesamter Körper wird dem von Troy angepasst. Archers Stimme wird mithilfe eines Microchips mit Castors Stimme synchronisiert. Im Gefängnis soll er Pollux Troy – der nur seinem Bruder vertraut – über die Bombe aushorchen und danach wieder zurückoperiert werden.
Der Plan funktioniert zunächst, bis der gesichtslose Castor Troy jedoch unerwartet aus seinem Koma aufwacht, mit Unterstützung von außen Dr. Walsh herbeischafft und diesen zwingt, ihm das in einer Lösung schwimmende Gesicht Sean Archers zu transplantieren. Kaum ist dies getan, ermordet Troy alle, die etwas von dem Gesichtstausch wussten. In seiner neuen Identität als Sean Archer lässt er zunächst seinen Bruder Pollux aus dem Gefängnis frei und beginnt dann damit, sich Archers Familie anzunähern. Er entschärft in letzter Sekunde die von ihm selbst gelegte Bombe und wird somit zum gefeierten Helden mit der Möglichkeit ein öffentliches Amt zu missbrauchen und alte, persönliche Feinde mit Hilfe des FBI-Apparats auszuschalten.
Allerdings gelingt dem echten Archer mit einer List und der Hilfe eines Mitgefangenen die Flucht aus dem Hochsicherheitsgefängnis und das Untertauchen bei Freunden Castor Troys, die nichts von seiner wahren Identität wissen. Dort wird er jedoch von Pollux Troy ausfindig gemacht, das FBI stürmt das Gebäude, und Archer muss mit Sasha, einer Frauenbekanntschaft Troys und Mutter seines Sohnes Adam, fliehen. Bei der Flucht läuft er Pollux in die Arme, den er im Kampf tötet. Sashas Bruder Dietrich Hassler wird von Castor Troy mit einem Schuss in den Hals tödlich verletzt.
Archer gelingt es schließlich, seiner Frau Eve von dem Identitätstausch zu berichten, die ihm nach einer heimlichen Überprüfung der Blutgruppen Glauben schenkt.
Nach der Beerdigung des von Troy ermordeten misstrauischen Vorgesetzten Archers, Victor Lazarro, kommt es zum Showdown zwischen Archer und Troy, der zunächst mit dem Tod von Sasha, und später mit der Verwundung Troys durch eine Harpune endet. Nachdem Archers Frau seine Kollegen aufgeklärt hat, erhält dieser sein Gesicht zurück und nimmt außerdem Troys kleinen Sohn Adam in seine Familie auf.

## Synchronisation
Die Synchronisation entstand durch die Lingua Film nach einem Dialogbuch von Sabine & Cornelius Frommann unter der Dialogregie von Benedikt Rabanus.
| Rolle                   | Schauspieler      | Deutscher Synchronsprecher |
| ----------------------- | ----------------- | -------------------------- |
| Sean Archer/Castor Troy | John Travolta     | Thomas Danneberg           |
| Castor Troy/Sean Archer | Nicolas Cage      | Martin Keßler              |
| Pollux Troy             | Alessandro Nivola | Pascal Breuer              |
| Dr. Eve Archer          | Joan Allen        | Dagmar Dempe               |
| Dr. Hollis Miller       | CCH Pounder       | Eva Maria Bayerwaltes      |
| Victor Lazarro          | Harve Presnell    | Horst Niendorf             |
| Dietrich Hassler        | Nick Cassavetes   | Hubertus Bengsch           |
| Sasha Hassler           | Gina Gershon      | Anke Reitzenstein          |
| Adam Hassler            | David McCurley    | Thomas Rau                 |
| Agent Winters           | Lauren Sinclair   | Elisabeth Günther          |

## Einflüsse
Die Idee des Gesichtertauschs entspricht einer modernen Adaption des griechischen Amphitryon-Mythos.
Die Brüder Troy sind nach den beiden Dioskuren Kastor und Pollux benannt. Nach der antiken Legende sind diese Zwillinge, der eine Mensch, der andere Halbgott, die Brüder der Helena von Troja. Der Nachname Troy (engl.: Troja) verweist aber auch auf Homers Odyssee, deren Held, Odysseus, ähnlich wie Sean Archer in Face Off, nach dem Ende des Krieges (bei Woo der ersten Schlacht gegen die Terroristen) auf einer fernen Insel mörderische Abenteuer erlebt, während daheim die brave Gattin von Schurken bedrängt wird.

## Kritiken
„Ein fulminantes, rauschhaftes Action- und Gewaltkino, mit dem Regisseur John Woo an sein Frühwerk anknüpft. Mit seiner distanzierten filmischen Sprache aus choreografierter Zerstörung, stark variierendem Zeittempo und einer meisterhaften Montage erzählt der Film reizvoll auch von menschlicher Identität und ihrer Dialektik.“

„Ein wahrer Geniestreich und sicher John Woos (‚Red Cliff‘) beste US-Arbeit. Fazit: Intelligenter Plot und irre rasante Action.“

„Bei aller Berechnung, bei aller Kommerzialität, die eine Multimillionen-Dollar-Produktion erfordert, wirft FACE/OFF Fragen auf, die weit über das Hollywood-Action-Kino hinausweisen. Es ist ein bitterer Film, er beschreibt physische und psychische Häutungen, die der Held durchläuft und der Zuschauer emotional nachvollziehen muß. Gemildert wird diese schmerzliche Erfahrung durch Humor, doch das Lachen bleibt einem manchmal im Halse stecken.“

## Auszeichnungen
Der Film konnte 1998 mit John Travolta/Nicolas Cage als bestes Filmduo und der finalen Verfolgungsjagd mit Schnellbooten als beste Actionszene zwei MTV Movie Awards gewinnen. Weiterhin war er für vier weitere Kategorien dieser Auszeichnung nominiert, als bester Film, bester Schauspieler (beide einzeln) und als bester Schurke (beide zusammen).
Neben einer Oscar-Nominierung für den besten Tonschnitt gab es zudem zwei Saturn Awards für John Woo (bester Regisseur) und Mike Werb/Michael Colleary (beste Autoren). Für den Saturn Award war der Film zudem in den folgenden Kategorien nominiert:
- bester Actionfilm/Abenteuerfilm/Thriller
- bester Schauspieler (John Travolta)
- bester Schauspieler (Nicolas Cage)
- bestes Make-Up (David Atherton und Kevin Yagher)
- beste Musik (John Powell)
- bester Auftritt einer jungen Schauspielerin (Dominique Swain)
- beste Nebendarstellerin (Joan Allen)

Die Szene, in der Castor Troys Sohn eine Schießerei mitansehen muss, während er über Kopfhörer das Lied Somewhere over the Rainbow hört, wurde von MTV zu einem der „Most Exciting Music Moments in Movies“ gewählt.
Die Deutsche Film- und Medienbewertung FBW in Wiesbaden verlieh dem Film das Prädikat „besonders wertvoll“.

## Sonstiges
- Obwohl der offizielle deutsche Titel Im Körper des Feindes ist, wird er häufig (z. B. bei Fernsehausstrahlungen) mit Face/Off – Im Körper des Feindes oder nur Face/Off angegeben. Der chinesische Verleihtitel ist identisch mit dem Originaltitel von The Killer („Blutvergießen zweier Helden“).[5]
- Der Filmtitel ist ein Wortspiel und bedeutet buchstäblich „Gesicht ab“. Spielt aber auch an auf eine face off; also in Konkurrenz oder Opposition treten.
- Der Name des Hochsicherheitsgefängnisses „Erehwon“ bedeutet rückwärts gelesen „nowhere“ (englisch für nirgendwo).
- Obwohl laut Abspann des Films Castor Troy von Nicolas Cage und Sean Archer von John Travolta gespielt wird, ist der überwiegende Teil von der Besetzung Troy-Travolta sowie Archer-Cage geprägt, nachdem die Gesichter vertauscht worden sind.
- Die erste Idee war es, Sylvester Stallone und Arnold Schwarzenegger die Hauptrollen spielen zu lassen, weil aber der philosophische Aspekt der Story mehr betont werden sollte, engagierte man Nicolas Cage und John Travolta.
- Zur Entstehungszeit des Films (1997) waren vollständige Gesichtstransplantationen in der Realität noch nicht möglich. Zum ersten Mal gelang dies erst 2010 spanischen Spezialisten.[10]
- In der Simpsons-Folge Bob von nebenan wird der Film parodiert. Der neue Nachbar Walt ist in Wirklichkeit Tingeltangel-Bob. Dieser hatte sich zuvor einer Gesichtsumwandlung unterzogen.

## Fortsetzung
Wie im September 2019 bekannt wurde, arbeitet Paramount an einer Fortsetzung. Diese sollte zunächst von Oren Uziel geschrieben und von Neal H. Moritz produziert werden. Im Februar 2021 wurde mit Adam Wingard ein Regisseur verpflichtet, der zusammen mit Simon Barrett auch das Drehbuch schreiben soll, während Moritz und David Permut als Produzenten fungieren.